# Mistrzostwa Azji w Judo 1981
Mistrzostwa Azji rozegrano w Dżakarcie 1981 roku, na terenie Senayan Basketball Hall.

## Tabela medalowa
Gospodarz zawodów został zaznaczony kolorem.
| Poz.  | Państwo          |    |    |    | Łącznie |
| ----- | ---------------- | -- | -- | -- | ------- |
| 1.    | Japonia          | 13 | 1  | 2  | 16      |
| 2.    | Chińskie Tajpej  | 1  | 8  | 6  | 15      |
| 3.    | Korea Południowa | 1  | 3  | 4  | 8       |
| 4.    | Hongkong         | 1  | 1  | 3  | 5       |
| 5.    | Indonezja        | 0  | 3  | 8  | 11      |
| 6.    | Kuwejt           | 0  | 0  | 4  | 4       |
| 7.    | Bangladesz       | 0  | 0  | 1  | 1       |
| 8.    | Filipiny         | 0  | 0  | 1  | 1       |
| Razem | Razem            | 16 | 16 | 29 | 61      |

## Mężczyźni
| Waga   | Złoto:           | Srebro:        | Brąz:           | Brąz:            |
| 60 kg  | Hatsuyuki Hamada | Lai Su-shan    | Lee Kyung-keun  | Mohammad Ibrahim |
| 65 kg  | Kyosuke Sahara   | Tsai De-wen    | Hwang Jung-oh   | Mohammad Abdul   |
| 71 kg  | Takahiro Nishida | Park Chong-hak | Chen Tian-zhang | Ta               |
| 78 kg  | Nobutoshi Hikage | Ye Hai-rui     | Ku Wun-meng     | Rudi Rapar       |
| 86 kg  | Masao Etani      | Hing Sung-chun | Ya Sheng-de     | Ibrahim Ashour   |
| 95 kg  | Tsukio Kawahara  | Ha Hyung-joo   | Sun Lang-xiong  | Shemmari         |
| +95 kg | Hitoshi Saitō    | Lu Wen-Jin     | Kim Ik-soo      | Perry Pantauw    |
| Open   | Ha Hyung-joo     | Chang          | Perry Pantauw   | Isao Matsui      |

## Kobiety
| Waga   | Złoto:           | Srebro:       | Brąz:       | Brąz:        |
| 48 kg  | Namiko Hayashi   | Sheh          | Kong        | Muiana Tanto |
| 52 kg  | Kaori Yamaguchi  | Shu           | Panganipan  | Sri Rahayu   |
| 56 kg  | leung Hoi-yiu    | Michiko Saijo | Lilih       | Triaututi    |
| 61 kg  | Michiko Sasahara | Cho           | Fung        | Padre        |
| 66 kg  | Hiromi Tateishi  | Elly Amalia   | Lim         | ----         |
| 72 kg  | Jeng             | Umar Usman    | Hiroyo Sato | ----         |
| +72 kg | Yoriko Kawamura  | Budiliantono  | Yang        | ----         |
| Open   | Yoriko Kawamura  | Leung Hoi-yiu | Nahar       | Elly Amalia  |